# Église de l'Assomption de Voray-sur-l'Ognon
Pour les articles homonymes, voir Église de l'Assomption et Assomption.
L'église de l'Assomption est une église catholique située à Voray-sur-l'Ognon, en France.

## Description
De son surnom de Mont Saint Michel du 70, elle attire des milliers de visiteurs par an.

## Localisation
L'église est située sur la commune de Voray-sur-l'Ognon, dans le département français de la Haute-Saône.

## Historique
L'édifice est classé au titre des monuments historiques en 1945.